# Pengo
Pengo är ett populärt arkadspel utvecklat av Coreland och utgivet av Sega 1982. Pengo är en röd pingvin, spelet är en labyrint av isblock och så kallade Sno-Bees är Pengos fiender på spelbanan. Spelaren använder en joystick med en knapp och då spelaren trycker ned en knapp flyttar Pengo ett isblock framåt.
En tidigare version av spelet använde låten Popcorn som musik men i en senare version hade originalmusik skapats till spelet.